# Pomíšenka nepitolistá

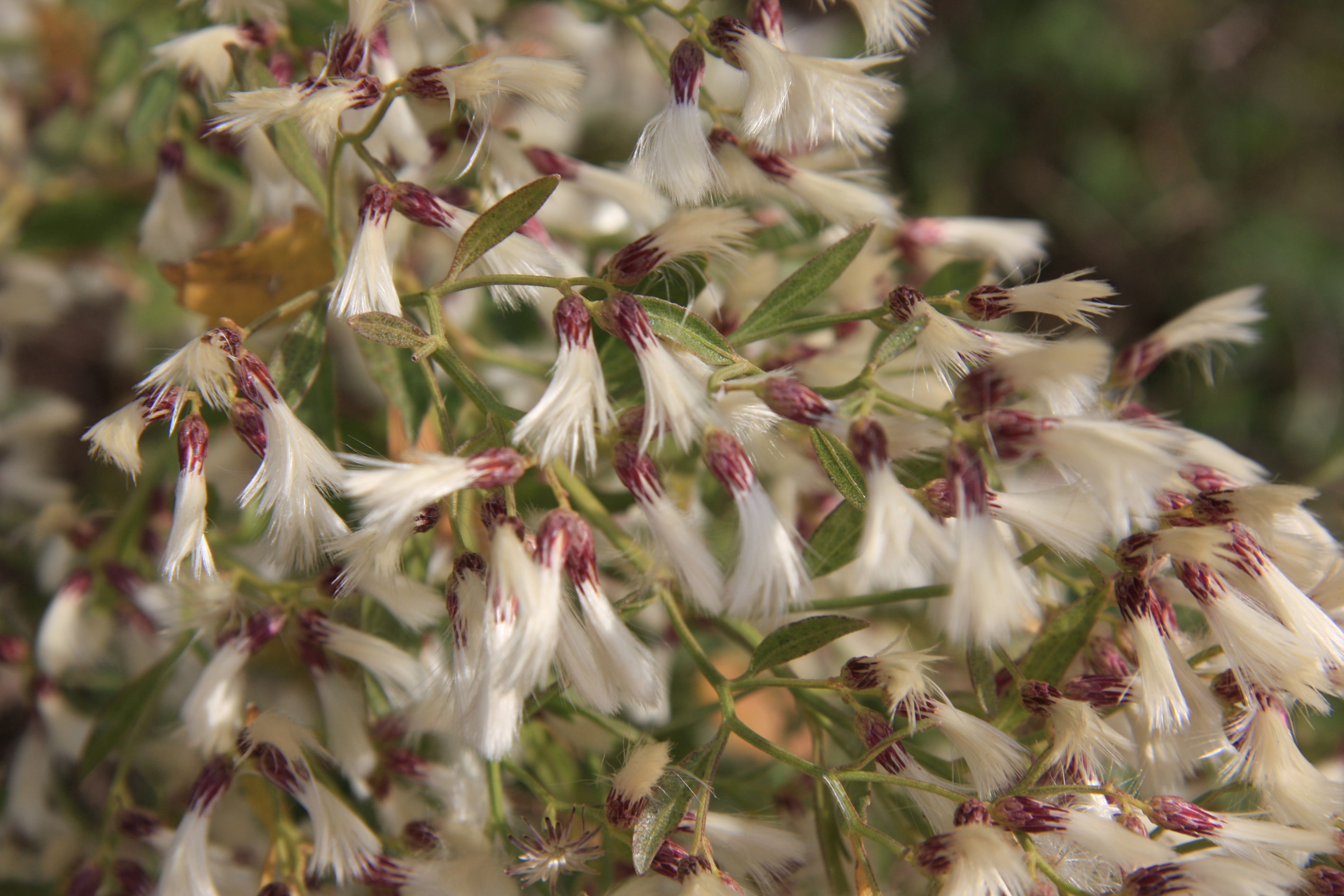
Úbory s dozrávajícími nažkami

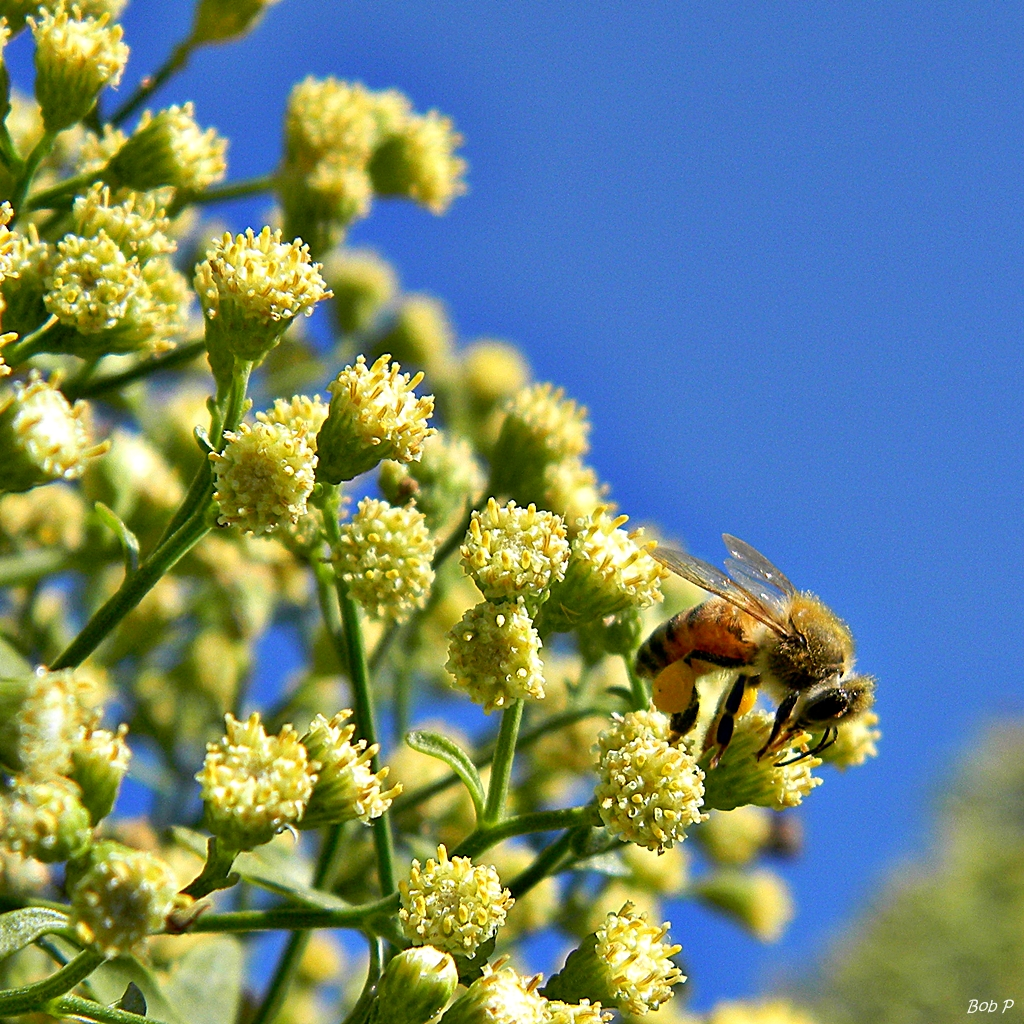
Úbory se samčími květy

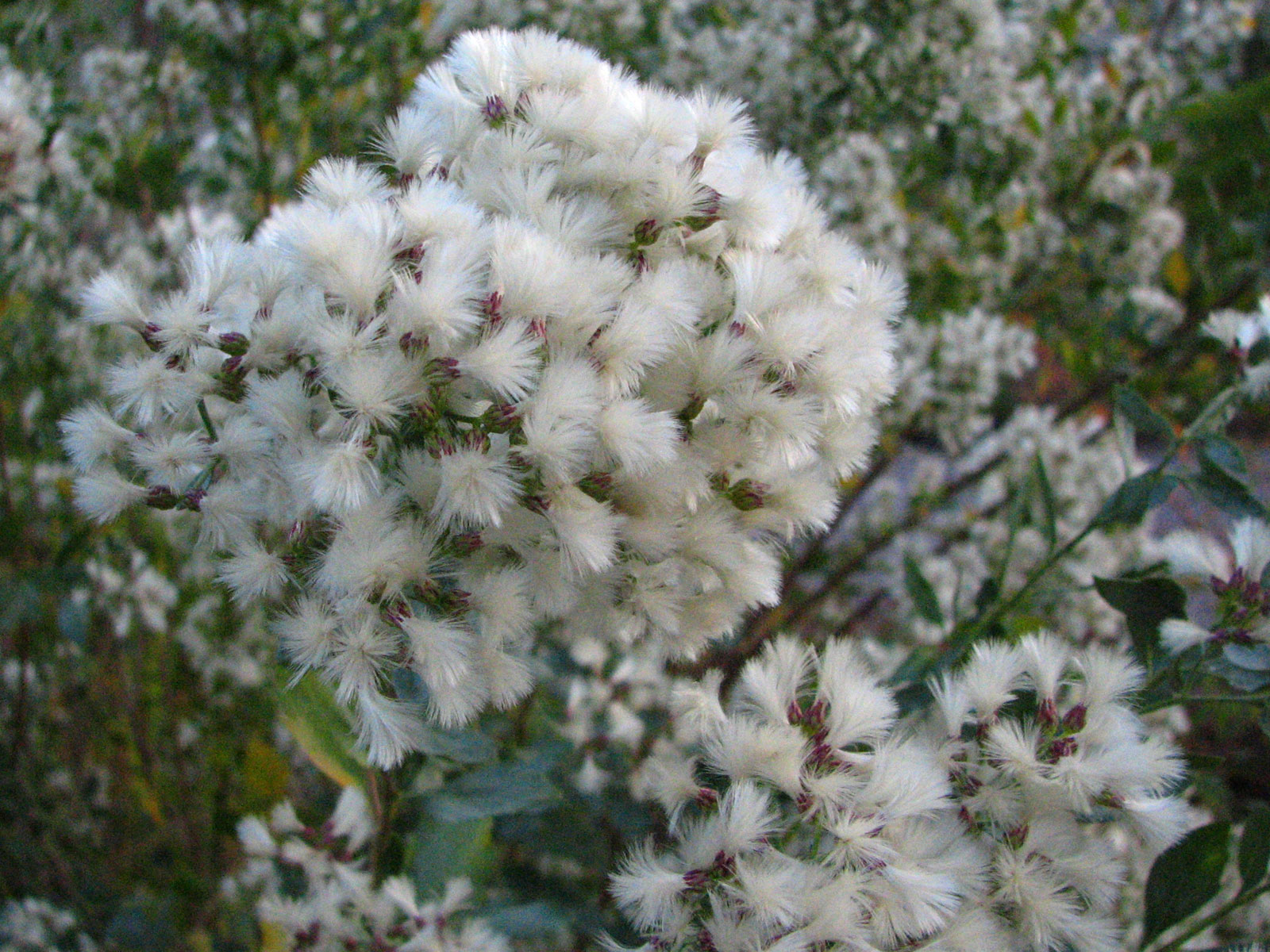
Květenství zralých samičích květů

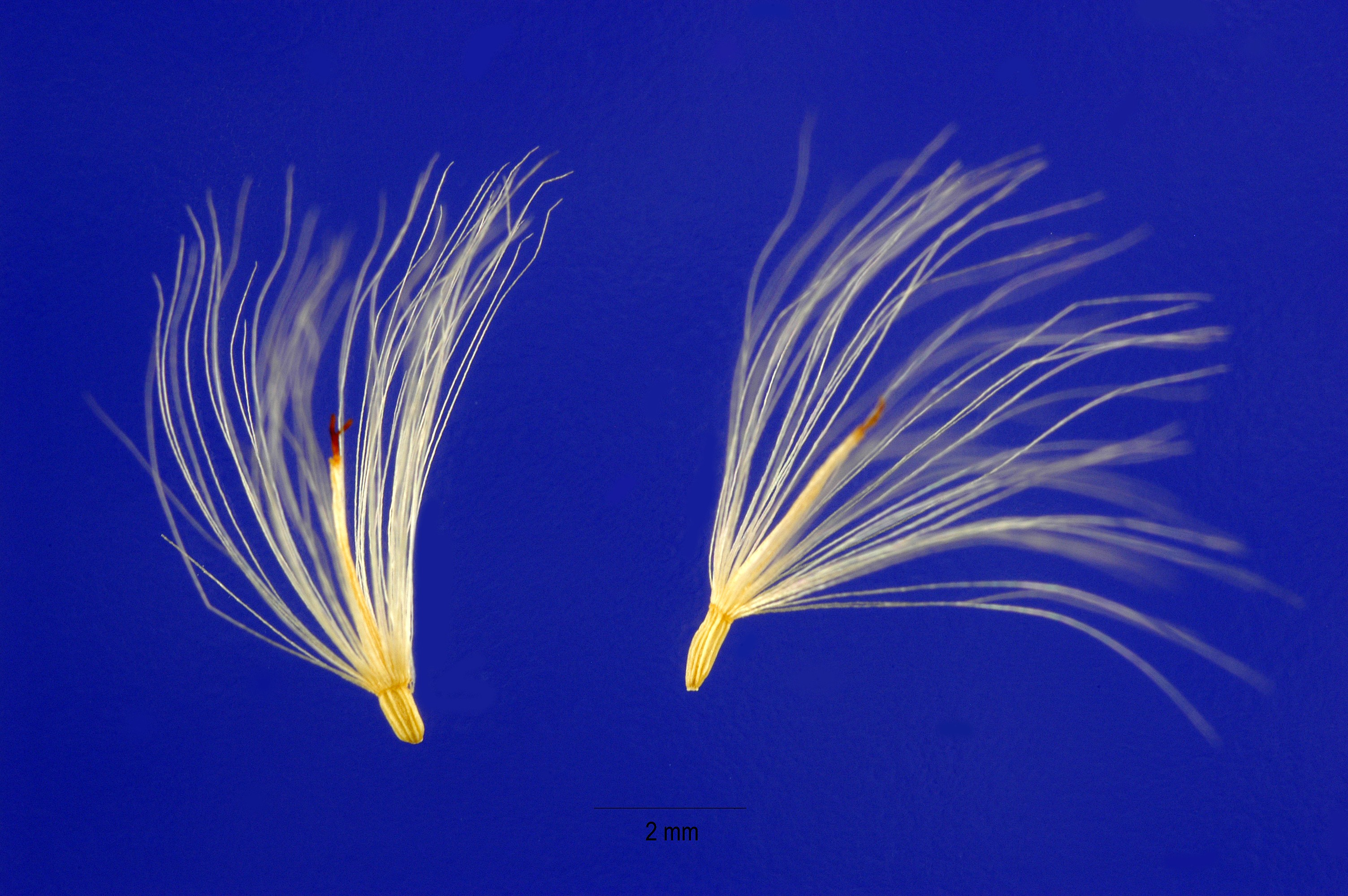
Nažky s chmýrem

Pomíšenka nepitolistá (Baccharis halimifolia) je nevysoký keř původem z teplých oblastí Severní a Střední Ameriky, kde je hojně rozšířen. Je jedním z přibližně 440 druhů rodu pomíšenka vyskytující se hlavně v Jižní Americe. Na místech s teplým klimatem a celoročním dostatkem vlhkosti bývá keř rostlinou stálezelenou, v oblastech se střídavě suchým nebo chladným podnebím je opadavou. Tato nenáročná dřevina je dvoudomá, keř má květy výhradně samčí nebo samičí. Rodové jméno Baccharis je odvozeno od jména řeckého boha Bakchusa (později římského Dionýsa), který je v řecké mytologii bohem úrody, plodnosti, vína a nespoutaného veselí.

## Rozšíření
Pochází z východní Severní Ameriky přiléhající k Atlantskému oceánu a ke Karibskému moři. Vyskytuje se od Nového Skotska na jihovýchodě Kanady přes východní část území Spojených států amerických až po Floridu a Texas na jihu a dále v severních oblastech Mexika u pobřeží Mexického zálivu. Je původním druhem i na některých ostrovech v Karibiku, například na Kubě.
Pomíšenka nepitolistá se postupně samovolně rozšířila i do oblastí Spojených států od pobřeží vzdálenějších. Lidmi pak byla úmyslně, jako okrasná dřevina či součást houževnatých větrolamů na mořském pobřeží, zavlékána na další místa. Do Evropy, do Francie, byla jako vzácná rostlina dovezena objeviteli z Nového světa již roku 1683 a postupně byla vysazována v Belgii, Španělsku a Itálii. V 18. a 19. století, kdy ještě nebyla známa její schopnost rychle se samovolně šířit, byla jako ozdobná a brakické vodě odolná dřevina rozšířena i do Velké Británie, Holandska a na Korsiku. Byla zavlečená i do přírody Austrálie, kde našla příhodné prostory pro rychlé rozmnožení, roste tam v Severním teritoriu, Queenslandu, Novém jižním Walesu i v Západní Austrálii. Dostala se i na ostrovy Nového Zélandu. V české přírodě se volně nevyskytuje, je však ve sbírkách Botanické zahrady hlavního města Prahy.

## Ekologie
Je nenáročnou dřevinou, která dobře snáší půdy vlhké, zasolené i na živiny chudé, prospívá v lehkých písčitých a naopak špatně roste v těžkých jílovitých. Rostlina je poměrně vlhkomilná a bývá vázána na mokřadní ekosystémy, na blízkost vodních biotopů. Pro svou odolnost ke zvýšené salinitě půdy bývá používána na břehy slaných bažin nebo moří do větrolamů a ke stabilizaci písčité půdy, vysazuje se i na pobřeží hraničící s mangrovy.
Rozšiřuje se spontánně semeny se na různé písčiny, bahnité mokřiny, slaniska, písečné duny, opuštěná pole, vlhké pastviny, skládky, lesní požářiště i místa s častou disturbancí půdy, například podél rozvodňujících se potoků či řek. Téměř výhradně roste v teplejším mírném a subtropickém podnebném pásu, nejčastěji v nadmořské výšce od mořské hladiny po 100 m n. m. Dřevina vyrůstá z do široka rozloženého kořene, z kterého i po seříznutí všech větví znovu obrazí. Keř může být od mládi výchovným řezem vytvarován do tvaru nízkého stromku dorůstající do výšky okolo 5 m.
Rozkvétá v závislosti na geografické poloze stanoviště, převážně však až na konci létá. Na rozlehlém území Spojených států kvete od srpna do prosince, ve Španělsku od září do října. Chromozomové číslo druhu je x = 9.

## Popis
Dvoudomý opadavý nebo stálezelený keř se vzpřímenými nebo vystoupavými, větevnatě se rozrůstajícími, mírně hranatými stonky dlouhými až 3 m, které jsou poměrně tenké a často pryskyřičně lepkavé. V mládí jsou zelené a lysé, postupně dřevnatí a stávají se šedohnědé, ve stáří mají kůru rozpraskanou. Jsou střídavě porostlé jednoduchými, krátce řapíkatými či přisedlými, tuhými listy velkými 3 až 5 × 1 až 4 cm, které jsou lysé, slabě pryskyřičně lepkavé a na keři zůstávají i v době kvetení. Jejich čepele jsou tvarově variabilní, nejčastěji bývají obkopinaté či široce vejčité, na bázi klínovité a na vrcholu špičaté či zaoblené, po obvodě jsou celokrajné nebo při vrcholu mají jeden až tři hrubé zuby, oboustranně jsou šedozelené a někdy jsou poseté drobnými, tmavými tečkami.
Květy jsou uspořádané do mnohočetných jednopohlavných úborů velkých jen 4 až 6 mm, vyrůstajících u vrcholů větví. Úbory jsou sestavené po třech až pěti do volných stopkatých svazečků vytvářejících latnatá květenství. Víceřadý zákrov zvonkovitého tvaru bývá velký do 5 mm, jeho střechovitě uspořádané listeny jsou podlouhle vejčité, lepkavé, přitisklé a ve vnitřní řadě jsou nejdelší (až 4 mm).
Úbory s funkčně samčími květy jsou velké okolo 4 mm a obsahují pětadvacet až třicet žlutozelených kvítků s pětilaločnými trubkovitými korunami, ve kterých jsou nažloutlé tyčinky s tupými prašníky. Načechrané, bílé úbory se samičími květy jsou velké asi 5 mm a mají dvacet až čtyřicet pestíkovitých kvítků s korunami vytvořenými z bílých štětinek. Samčí rostliny produkují nektar již před rozkvětem samičích a ještě i poté, co ty už kvetení ukončily. Jako opylovači se na květy slétají včely a drobní motýli.
Plody jsou válcovité, jednosemenné nažky asi 1,5 mm dlouhé, s osmi až deseti podélnými žebry. Již během zrání se jim vytváří stříbřitě bílé, až 12 mm dlouhé štětinky dvouřadého chmýru, který po dlouhou dobu nápadně ční z úborů. Pozdě na podzim se úbory otvírají a většina nažek (semen) zalétne daleko od rodičovského keře. Za stálého vánku o rychlosti asi 17 km/h mohou nažky, pevně spojené s chmýrem, dolétnou do vzdálenosti až 140 m, na velkou vzdálenost bývají také odplavované vodou. Semena jsou rozšiřována i v husté srstí zvířat nebo na zemědělské či jiné dopravní technice. Počet semen vyprodukovaných jednou rostlinou je v běžném roce odhadován od 10 000 až po 1 500 000 kusů.

## Rozmnožování
Semena bez dormance jsou schopná ihned klíčit, malá část vzklíčí ještě na přelomu teplého, vlhkého podzimu a zimy, zbytek až s příchodem jara. Klíčivost semen je vysoká, pohybuje od 70 po 99 %. Semena s chmýrem v hustém zapojeném porostu obvykle nezapadnou na půdu, zůstanou na povrchu stařiny a většinou nevyklíčí. Přestože rostliny potřebují dostatek světla, mladé semenáče dokážou přežít i několik let v hlubokém stínu a teprve po zvýšení dostupnosti světla své zpoždění v růstu rychle dohánějí.
Rostlina obvykle v prvém roce nevykvete, ve druhém ještě kvete málo a nevytváří plodná semena a teprve ve třetím bohatě rozkvete a vyprodukuje životaschopná semena. Počet vytvořených semen klesá s věkem a hustotou rostlin, rostliny devět let staré produkují o třetinu míň semen než čtyřleté. Na počet semen má vliv i dostupné světlo, rostliny v silném zastínění poskytují sice semen méně, ale zato mají vyšší klíčivost.

## Význam
Pomíšenka nepitolistá rychle kolonizuje oblasti s narušenou půdou, například silně vypasené pastviny, na mírně vlhkých vytváří husté porosty a vytlačuje původní rostlinstvo, narušuje tak přírodní ekosystém. Býložravci jí běžně nevěnují pozornost, spásají ji pouze v období nedostatku jiné potravy. Je však pro ně toxická, způsobuje jim křeče, třes a průjem, stejně působí na lidí konzumace většího množství semen, rostliny totiž obsahují kardiotoxický glykosid. Keře rostoucí v blízkosti obydlených oblastí jsou pro obyvatelé nepříjemné, jejich pyl a chmýří ze semen jsou považovány za silné alergeny. Dřevina je v některých zemích, kde se nekontrolovatelně šíří, považována za invazní druh, za problémovou plevelnou rostlinu. Bývá tam na pastvinách, v parcích, rekreačních oblastech a příbřežních nivách likvidována, v závislosti na místních podmínkách, mechanicky (kácením) nebo chemicky (herbicidy). Vykácené keře jsou pro své pryskyřici prosycené dřevo vydatným palivem. V australském Queenslandu se tato rostlina nesmí pěstovat, množit, ani prodávat její semena a vlastníci půdy musí podniknout všechny kroky, aby udrželi pozemky bez této rostliny. V oblastech hustého výskytu, ve Spojených státech i v Austrálii, je s ní praktikován i biologický boj prostřednictvím herbivorního hmyzu a patogenní houby Puccinia evadens.
Rostlina sice nemá žádnou hodnotu jako zdroj potravy pro volně žijící zvířata, poskytuje však ukryty a vhodná místy ke hnízdění různým ptačím druhům. Mezinárodním svazem ochrany přírody je považována za druh s velmi velkým rozšířením, které v současné době nehrozí žádné zavažné hrozby a je proto zařazena do kategorie mezi málo dotčené taxony (LC).